# Cookeolus
Cookeolus is een monotypisch geslacht van straalvinnige vissen uit de familie van grootoogbaarzen (Priacanthidae). Het geslacht is voor het eerst wetenschappelijk beschreven in 1929 door Fowler.

## Soort
- Cookeolus japonicus (Cuvier, 1829)